# Richard Florida
Pour les articles homonymes, voir Florida.
Richard Florida, né en 1957 à Newark dans le New Jersey, est géographe, professeur en urban studies nord-américain.
Richard Florida est docteur de l'Université Columbia en aménagement urbain. Il est actuellement professeur et directeur du Martin Prosperity Institute, qui fait partie de la Rotman School of Management de l'Université de Toronto. Il a également créé une société de conseil, The Creative Class Group, qui aide les villes et les collectivités territoriales d'Amérique du Nord à renforcer leur attractivité. Son autobiographie intellectuelle se trouve dans l’introduction de Cities and the Creative Class (p. 7-20, « Where My Ideas Come From »).
Il a inventé la notion de classe créative (creative class, en anglais), qui rassemblerait environ 40 millions de personnes aux États-Unis, soit 30 % de la population active environ, mais 50 % des salaires et 70 % du pouvoir d'achat disponible. Il a orienté ses recherches vers la compréhension sociologique de l'attractivité des villes. Il a été professeur à l'Université Columbia de New York.

## Théories
Il s'est fait connaître en développant le concept de « classe créative », qui désigne une population urbaine, mobile, qualifiée et connectée. Il a développé sa vision dans un livre devenu un best-seller aux États-Unis, The Rise of the Creative Class (2002). Cette classe se définit principalement par le Talent, la Technologie et la Tolérance.
Il a voulu démontrer qu'il existe une corrélation entre la présence de la « classe créative » dans les grandes villes et un haut niveau de développement économique. La classe créative est attirée par certains lieux de vie dont elle renforce encore l'attractivité. Ainsi se crée un cercle vertueux, le talent attirant le talent, mais aussi les entreprises, le capital et les services.
Dans ses écrits et dans son activité de conseil, Florida conseille aux villes d'Amérique du Nord de chercher d'abord à retenir les talents, plutôt que de construire des infrastructures coûteuses et des centres commerciaux. La présence de la classe créative est le meilleur atout dont puisse disposer une ville, car c'est elle qui la rend attractive, favorise une fuite des cerveaux en sa faveur et assure le renouvellement de son économie. Dans The Rise of the Creative Class (2002), Richard Florida cite la PDG de Hewlett-Packard, Carly Fiorina, s'adressant aux maires des grandes villes : « Gardez vos incitations fiscales et vos échangeurs autoroutiers, nous irons là où sont les gens hautement qualifiés » (« Keep your tax incentives and highway interchanges, we will go where the highly skilled people are ») (voir infra, p. 6).
Il est rémunéré de 30 000 à 40 000 dollars pour chacune de ses conférences.

## Florida et la mondialisation
À partir de ces théories sur l'importance des classes créatives, Richard Florida a analysé l'effet de la mondialisation sur l'espace non pas comme lissage du monde (thèse que défend notamment Thomas Friedman), mais bien au contraire comme une augmentation des contrastes à tous les niveaux. La clef de la réussite actuelle réside dans la maîtrise des classes créatives et dans la société du savoir. C'est dans ce domaine que les pays les plus développés, principalement ceux de la triade renforcent leur domination. La mondialisation contribue donc selon lui à renforcer la polarisation à toutes les échelles.
Cette vision du monde actuelle est partagée par de nombreux géographes, notamment en France le spécialiste de la mondialisation Laurent Carroué.

## Controverses
Les contours de la « classe créative » sont jugés flous, puisque celle-ci est tantôt définie à partir des secteurs d'activité professionnelle (communication et médias, recherche et développement, enseignement, etc.), du niveau de qualification, voire des modes de consommation (fréquentation des restaurants, expositions et galeries, boutiques de luxe).
L'auteur accorderait une importance exagérée aux « bobos » dans le développement économique. Le développement serait ainsi lié à un acteur urbain cohérent et fascinant, la « creative class », qui associerait pourtant les activités et les populations les plus diverses.
Le développement d'un « Gay Index » ou d'un « Bohemian Index », qui sont censés mesurer l'attractivité d'un quartier ou d'une ville à partir respectivement du nombre d'homosexuels et d'artistes que l'on y trouve, suscite la polémique.
L'auteur aurait redécouvert un phénomène bien connu depuis les années 1970 sous le nom de gentrification : les artistes s'installent dans des quartiers où l'immobilier ne coûte pas cher, donnent à ces quartiers une nouvelle aura et déclenchent ainsi un renouveau de l'activité immobilière et une hausse des prix.
Une autre critique porte sur le présupposé d'une mobilité géographique intense des « créatifs », qui iraient s'installer dans les villes jugées « attractives », notamment parce que « branchées » – un peu comme les capitaux s'investissent n'importe où dans l'économie globalisée. En réalité, les enquêtes de terrain montrent que la plupart habitent souvent la ville où ils sont nés et beaucoup mettent en avant la dimension familiale pour expliquer leurs choix résidentiels : s'ils habitent une ville plutôt qu'une autre, c'est parce leurs parents y habitent, leurs enfants, etc.

## Citations
« Today's driving force is the rise of human creativity as the key factor in our economy and society. Both at work and in other spheres of our lives, we value creativity more highly than ever, and cultivate it more intensely. »
— The Rise of the Creative Class, p. 4, chap. 1 : « The Transformation of Everyday Life », « The Force Behind the Shift »
« Culture, according to the traditional view, motivates economic growth by focusing human energy and effort on work, and away from the pull of distractions such as leisure, play, sexuality, and other forms of non-work-related enjoyment. […] The creativity thesis argues that the role of culture is much more expansive, that human beings have limitless potential, and that they key to economic growth is to enable and unleash that potential. »

## Articles critiques
en français
- Alain Bourdin, « La 'creative class' existe-t-elle ? », Revue Urbanisme no 373.
- Julie Delporte, « Villes créatives », in Quartier Libre, vol. 13, no 6, 16 novembre 2005.
- Marc Foglia, « Dis-moi où tu habites, je te dirai si tu es créatif », in Europe, terre d'innovation, Rue89, nouvelobs.com ou bien en [version complète], 21 janvier 2009.
- Georges Viala (dir.), Économie créative. Une introduction, ouvrage collectif, Bordeaux, Institut des Deux Rives/Mollat, 2009.
- Michel Grossetti, Hélène Martin-Brelot, Denis Eckert, etc.
- Michel Grossetti, Hélène Martin-Brelot, Denis Eckert, etc.

en anglais
- Terry Nichols Clarke, « Urban Amenities: Lakes, Opera, and Juice Bars » (2002).
- Steven Malanga, « The Curse of the Creative Class ».
- Joel Kotkin, « The Capital of What? ».
- Ann Daly, « Richard Florida's High-Class Glasses »
- Steve Sailer (en), « Brookings Does Diversity, Sort Of »
- Jamie Peck, 2005, « Struggling with the Creative Class », International Journal of Urban and Rural Research, 29,4: 740-770.
- Allen J. Scott, « Creative Cities: Conceptual Issues and Policy Questions », Journal of Urban Affairs, 28, 2006, 1 – 17.